# 미국 육군의 통신부대 목록
다음은 미국 육군 통신대의 부대 목록이다.

## 사령부

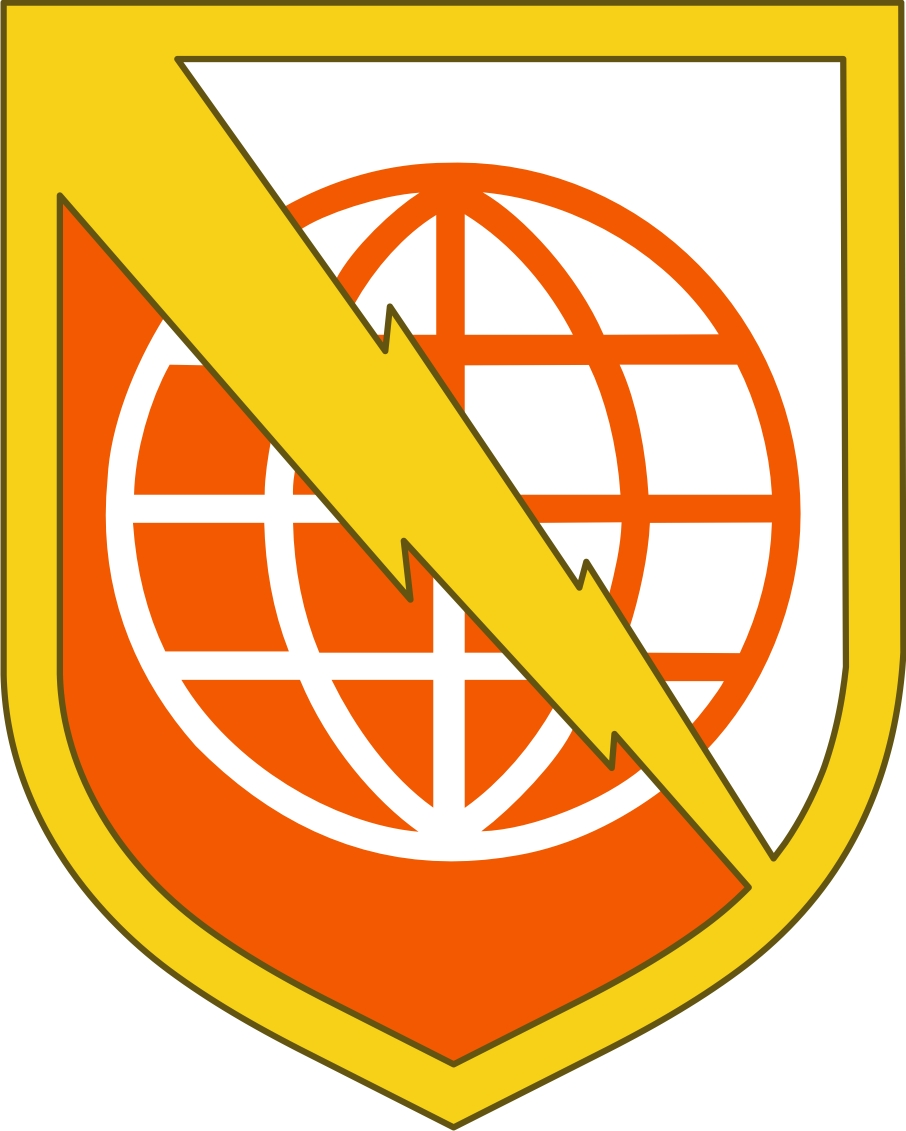
네트워크기획기술사령부
제1통신사령부
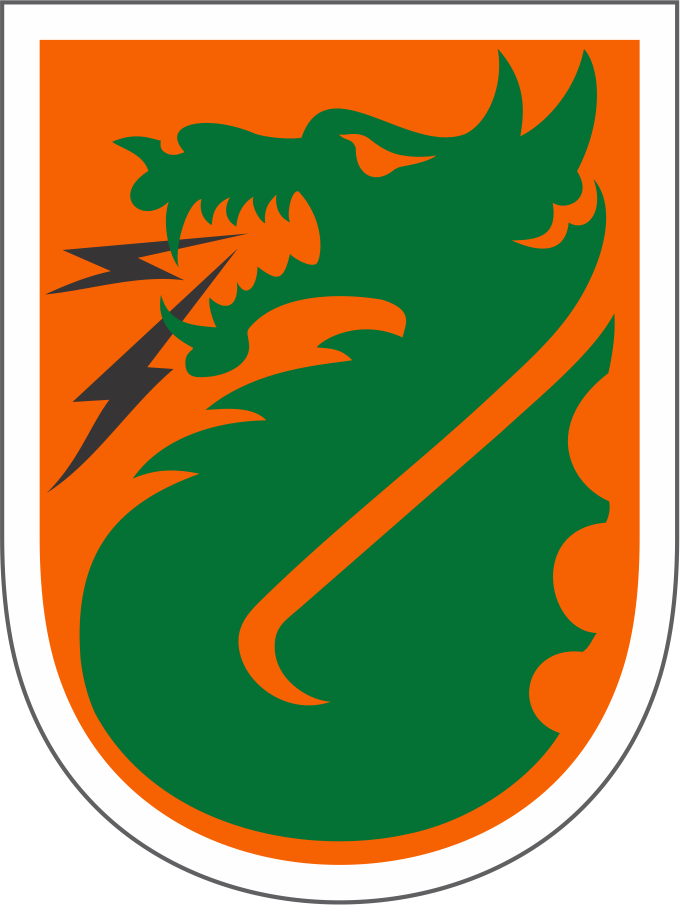
제5통신사령부
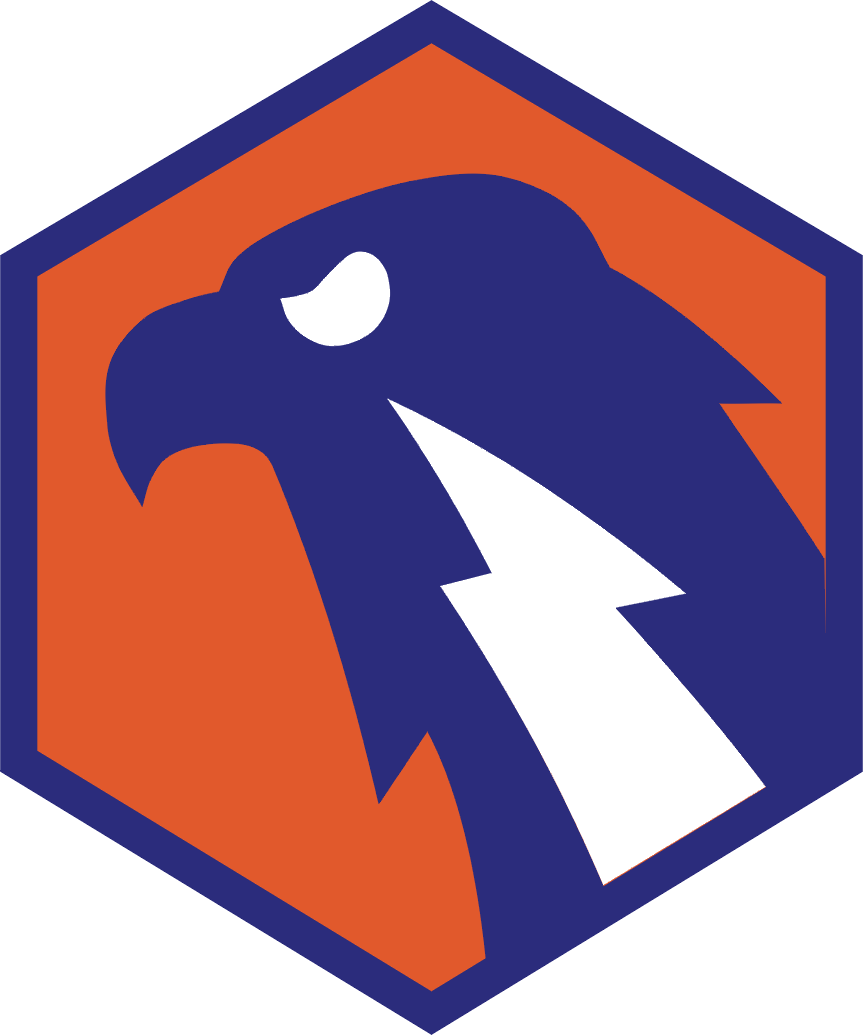
제6통신사령부
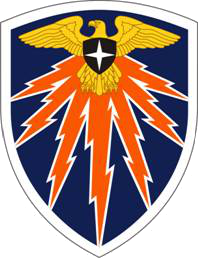
제7통신사령부
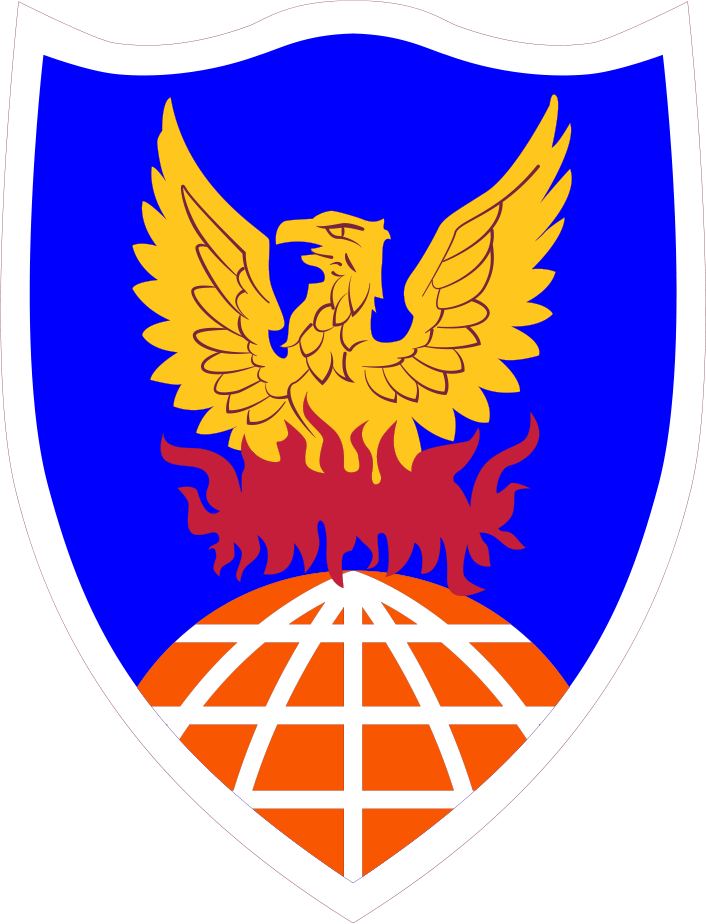
제311통신사령부
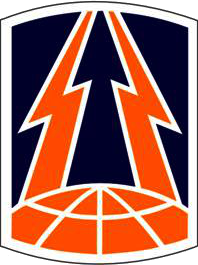
제335통신사령부
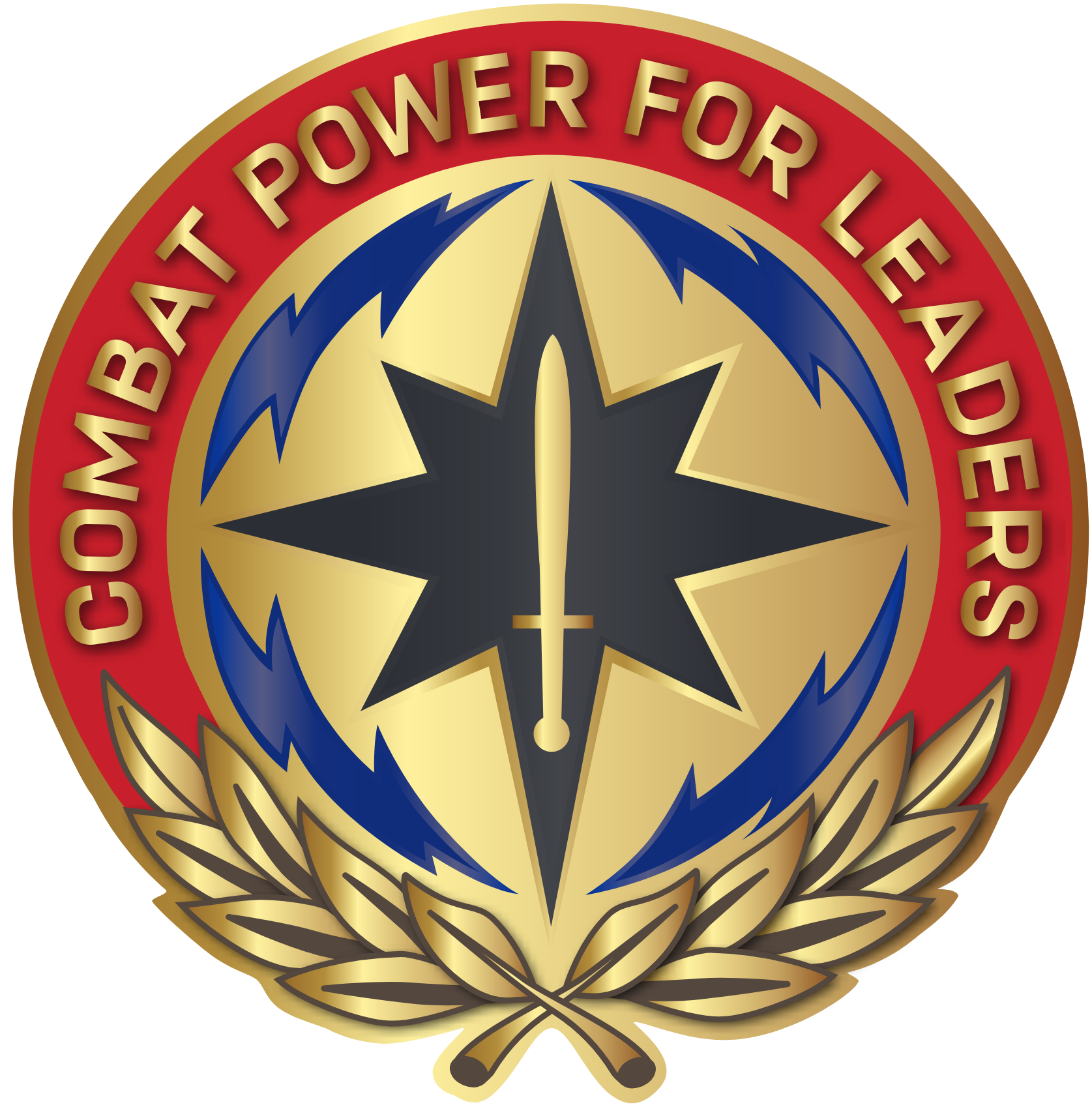
통신전자사령부

## 여단

제1통신여단
2통신여단
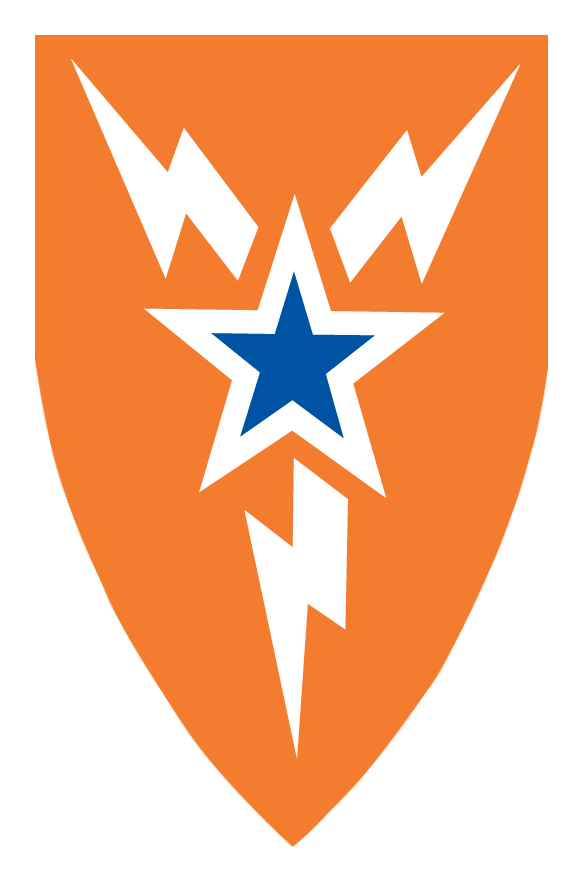
제3통신여단
제7통신여단
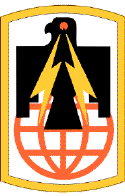
제11통신여단
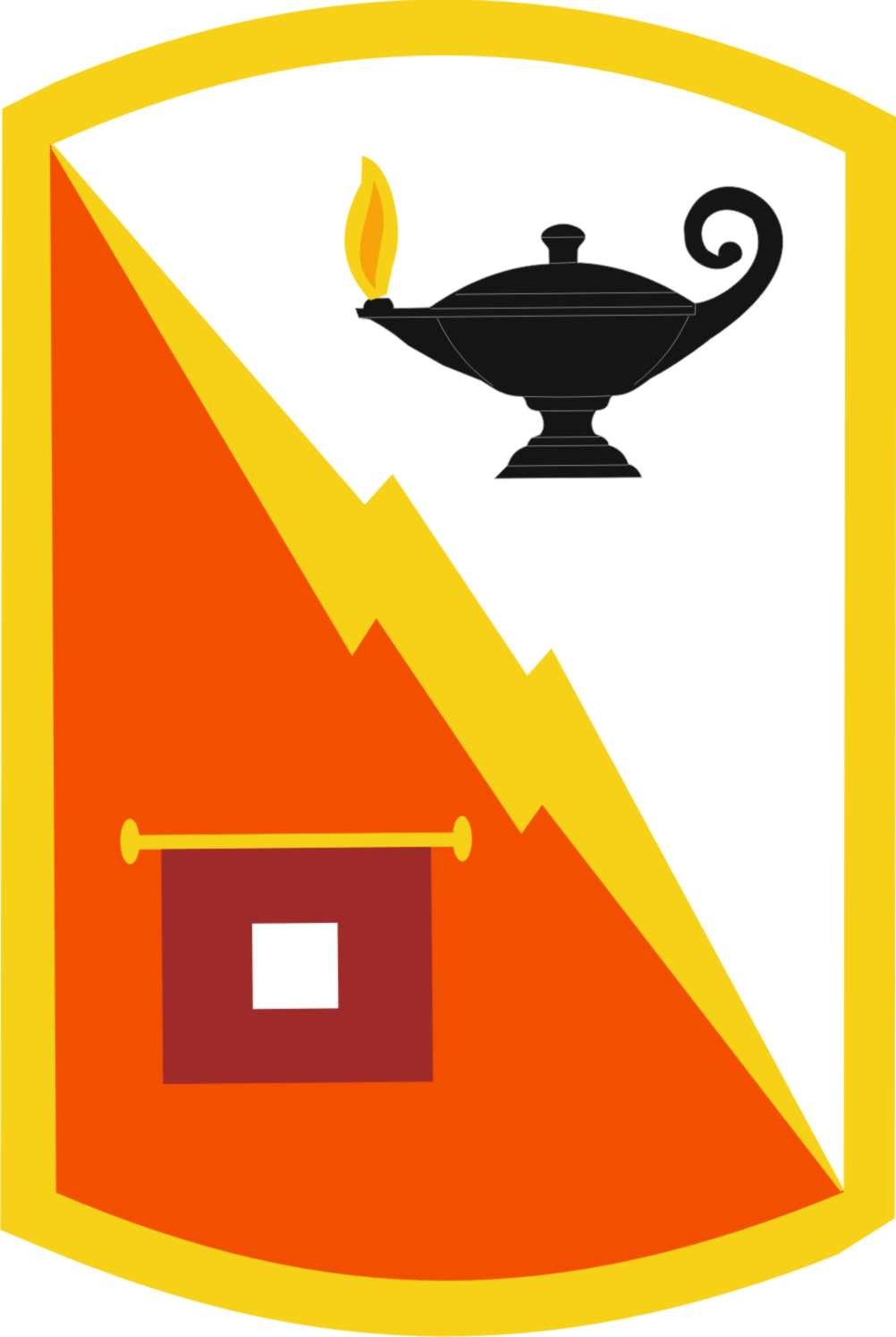
제15통신여단
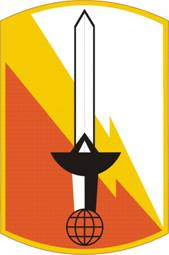
제21통신여단
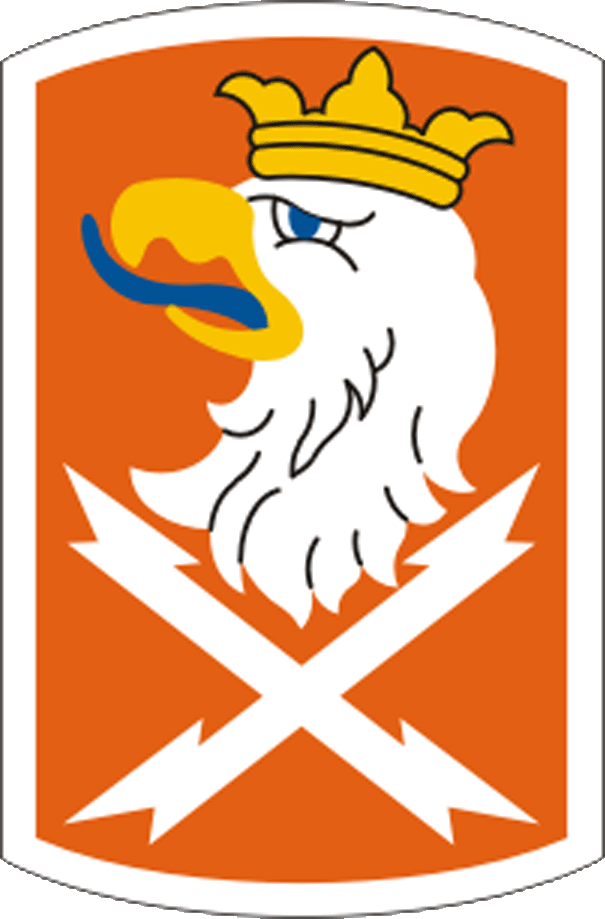
제22통신여단
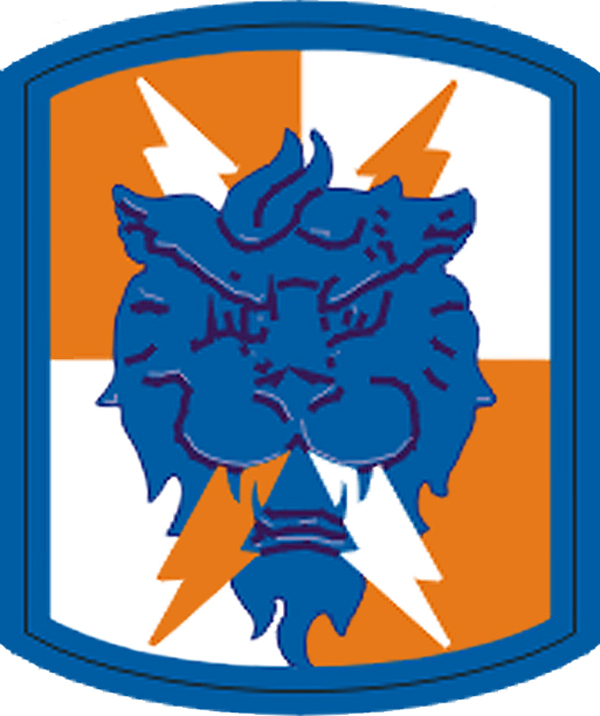
제35통신여단
제93통신여단
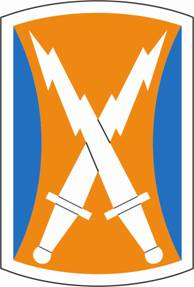
제106통신여단
제142통신여단
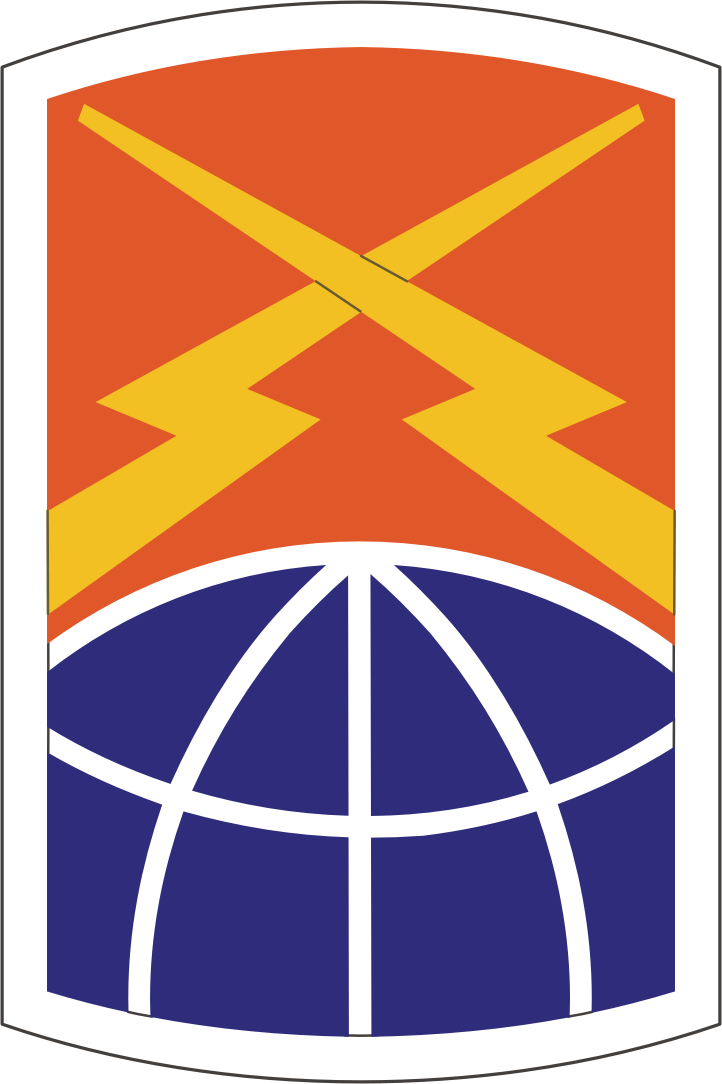
제160통신여단
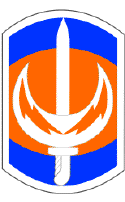
제228통신여단
제261통신여단
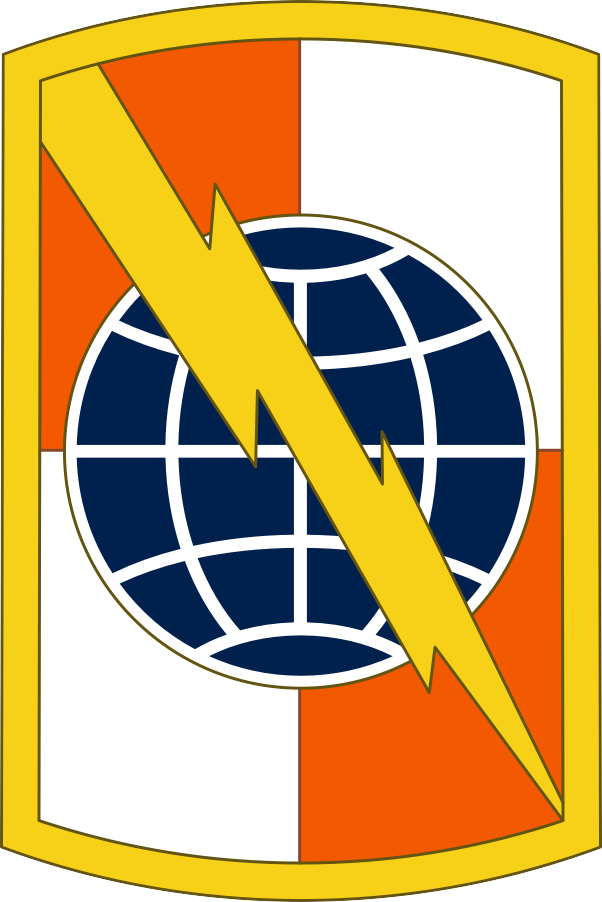
제359통신여단
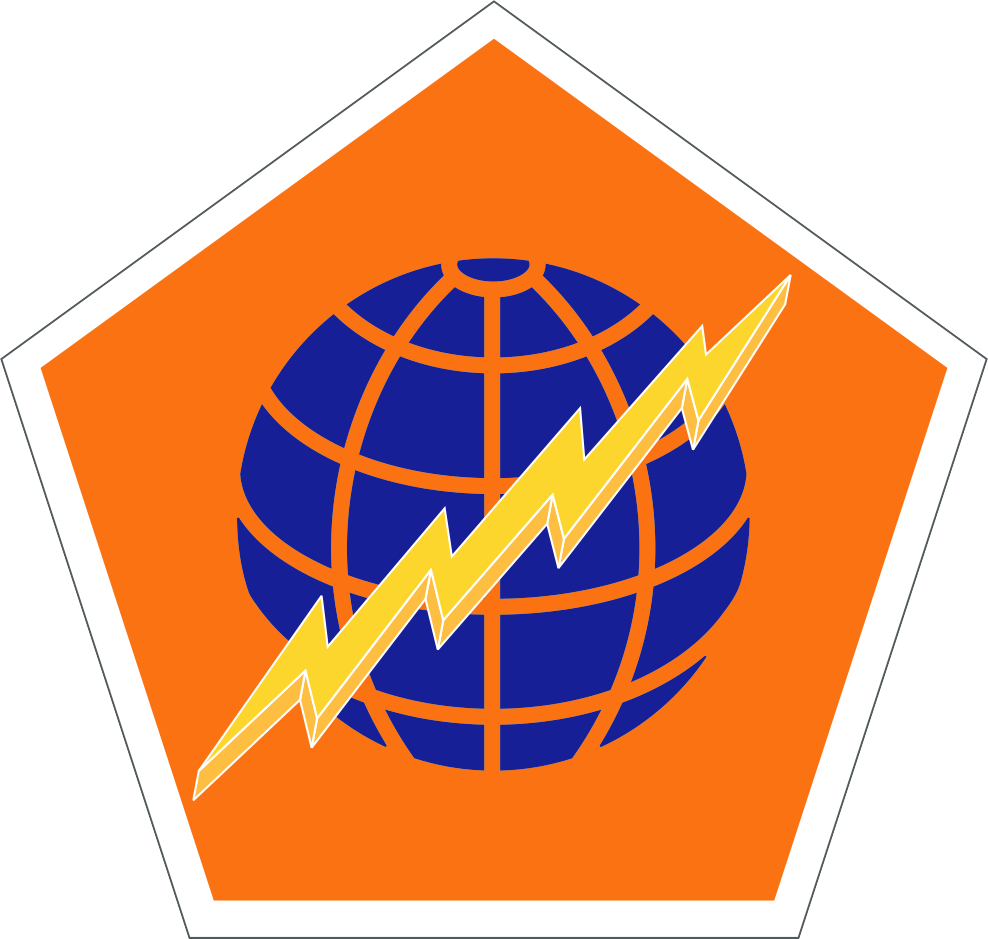
제505통신여단
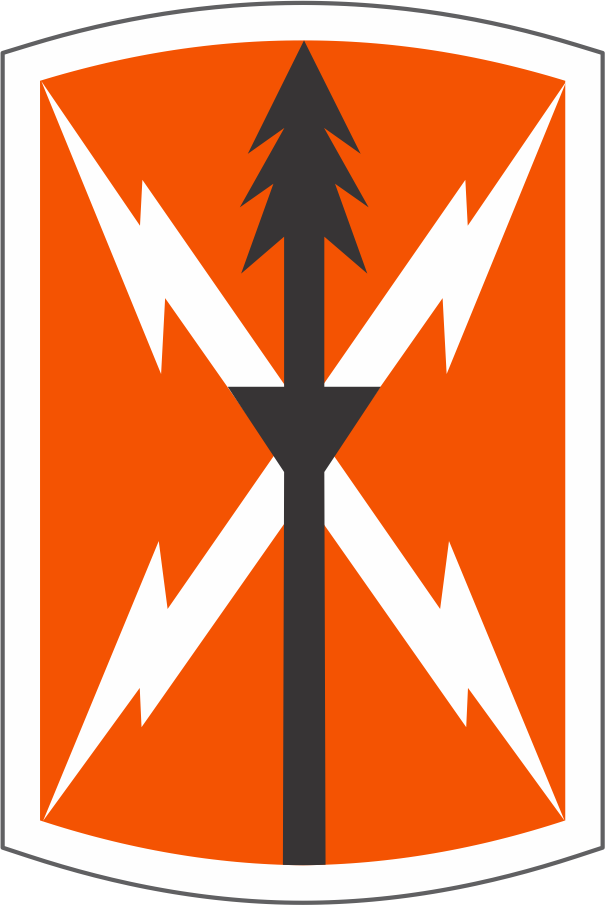
제516통신여단
제1106통신여단
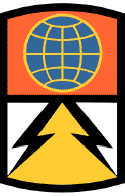
제1108통신여단

## 대대

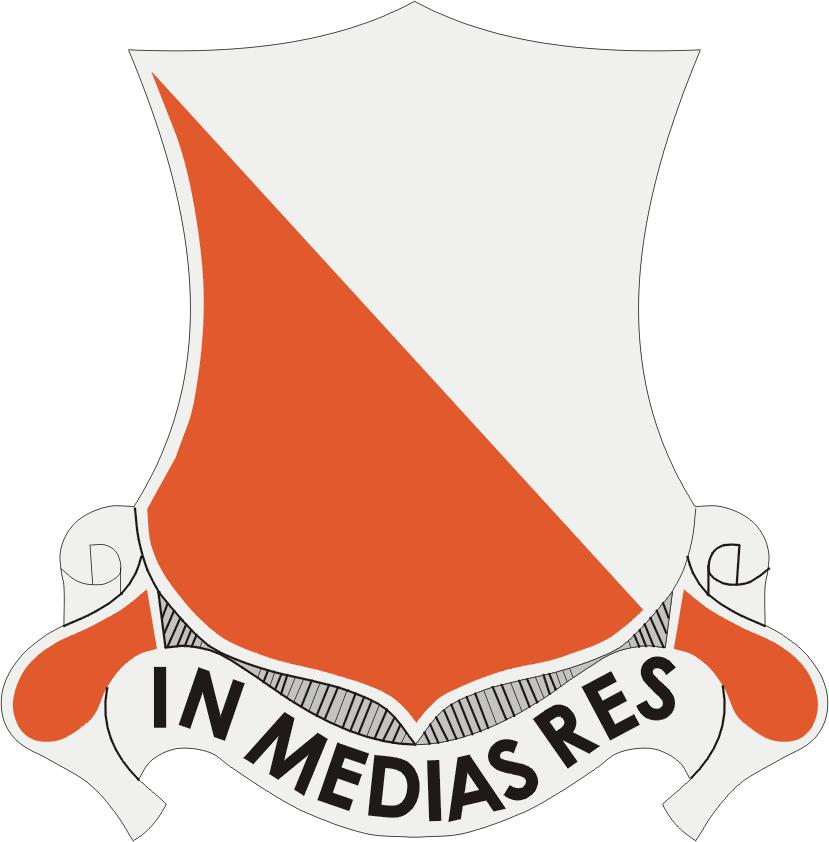
제1통신대대 "In medias res"
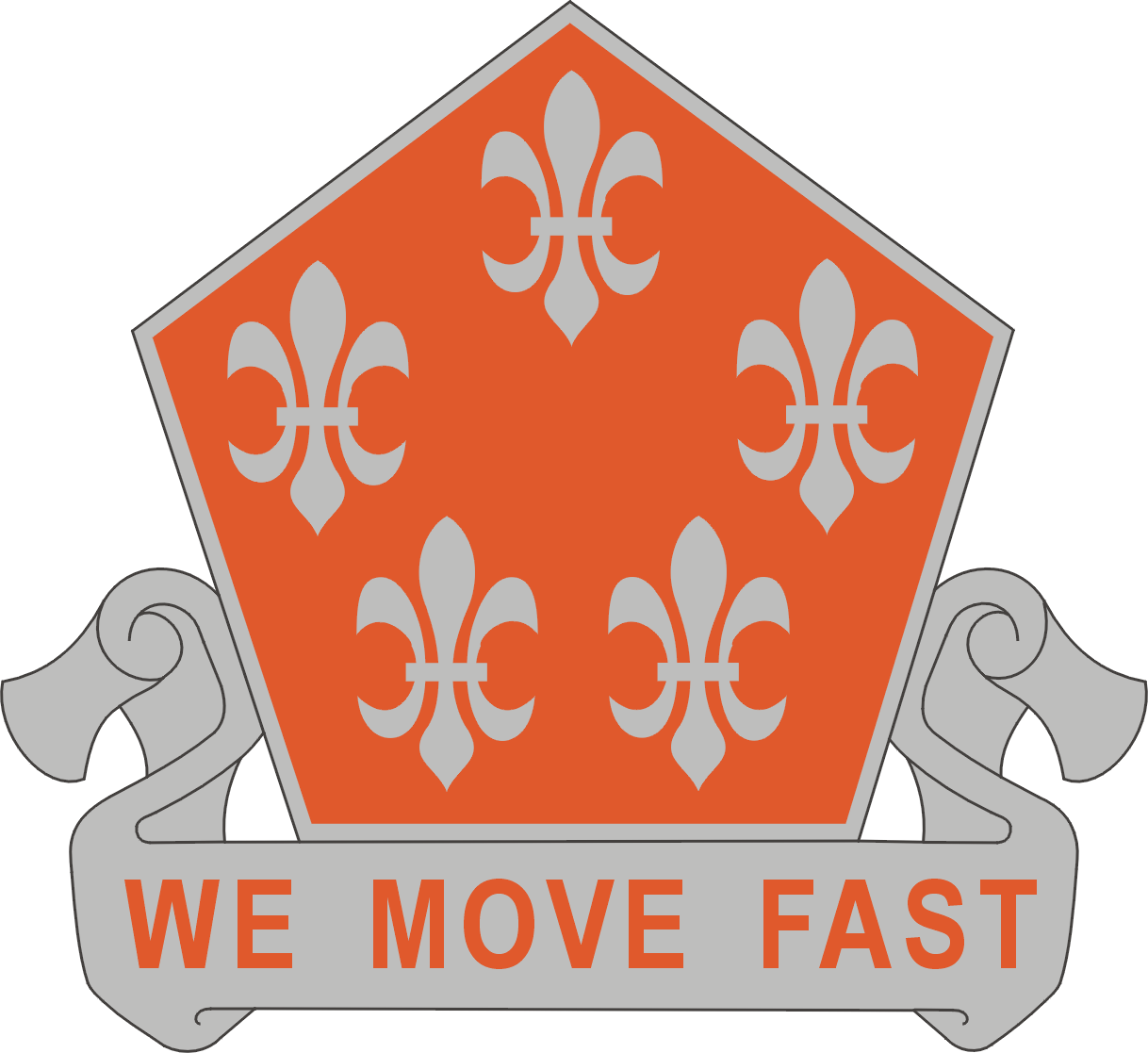
제5통신대대 "We Move Fast"
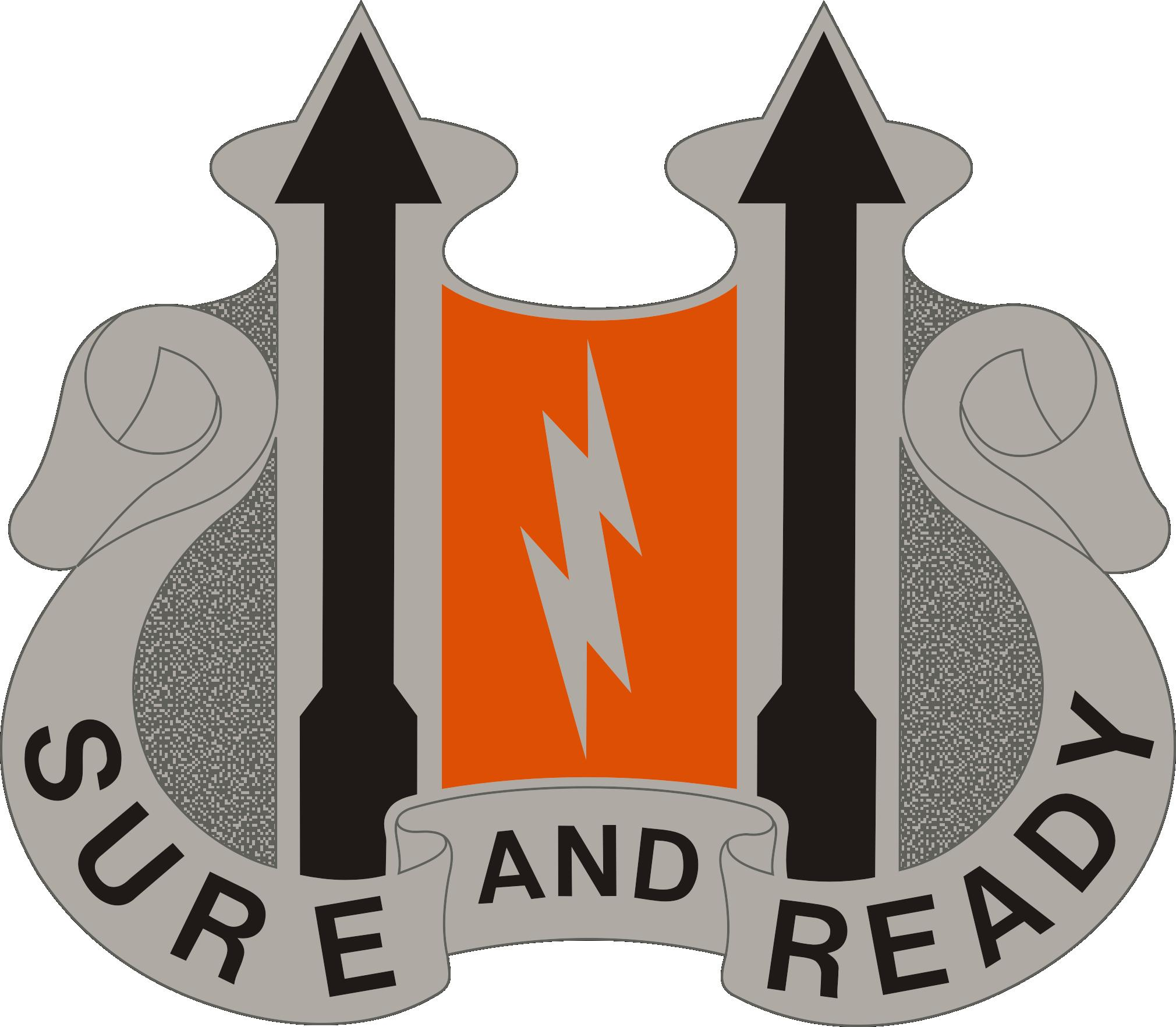
제11통신대대 "Sure and Ready"
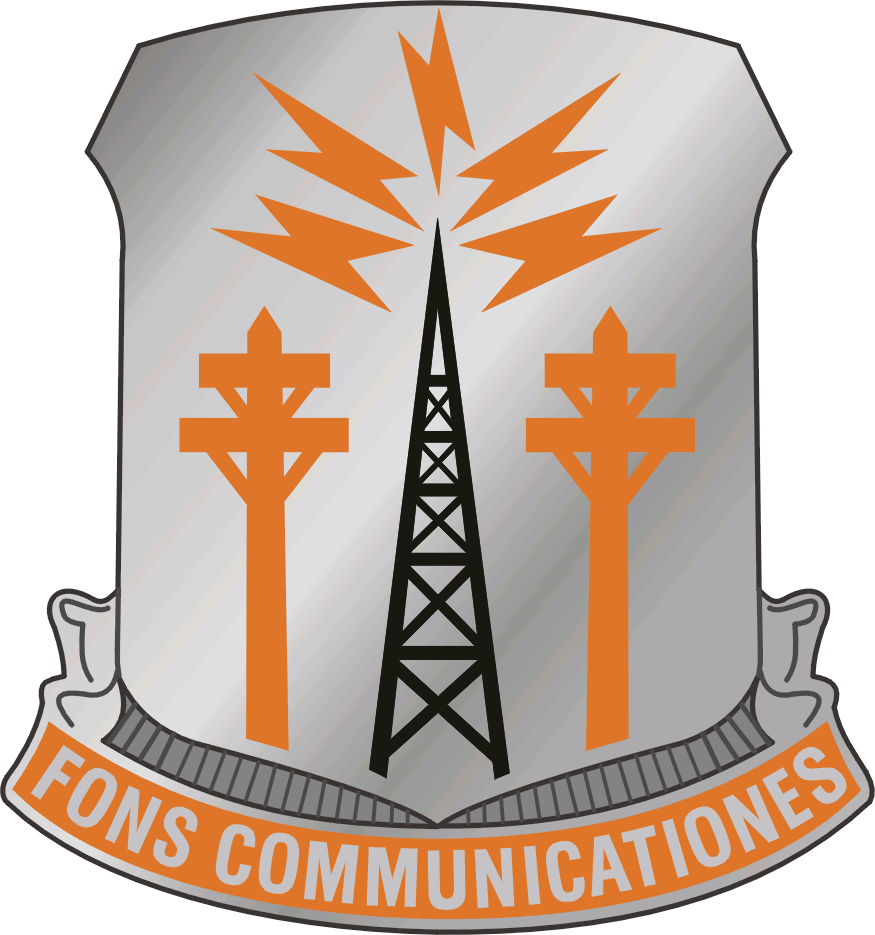
제17통신대대 "Fons Communicationes" (Fountain of Communications)
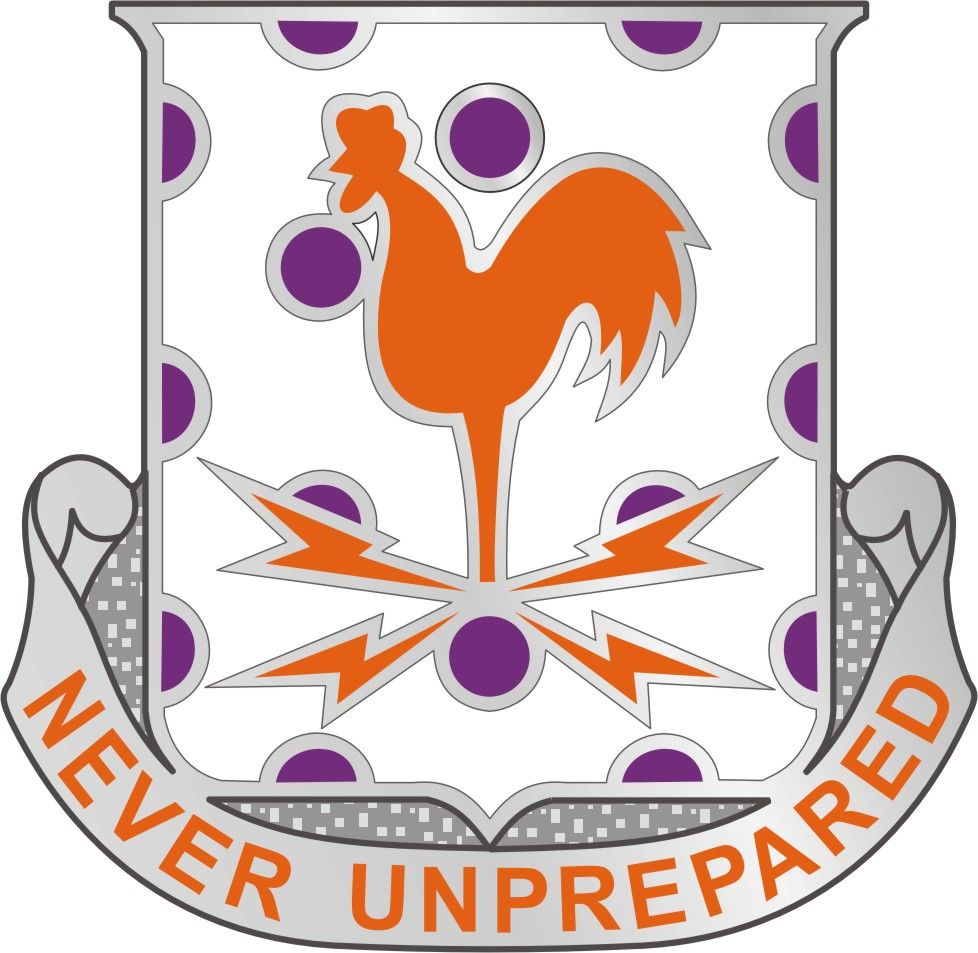
제25통신대대 "Never Unprepared"
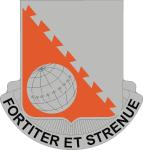
제30통신대대 "Fortiter et Strenue"
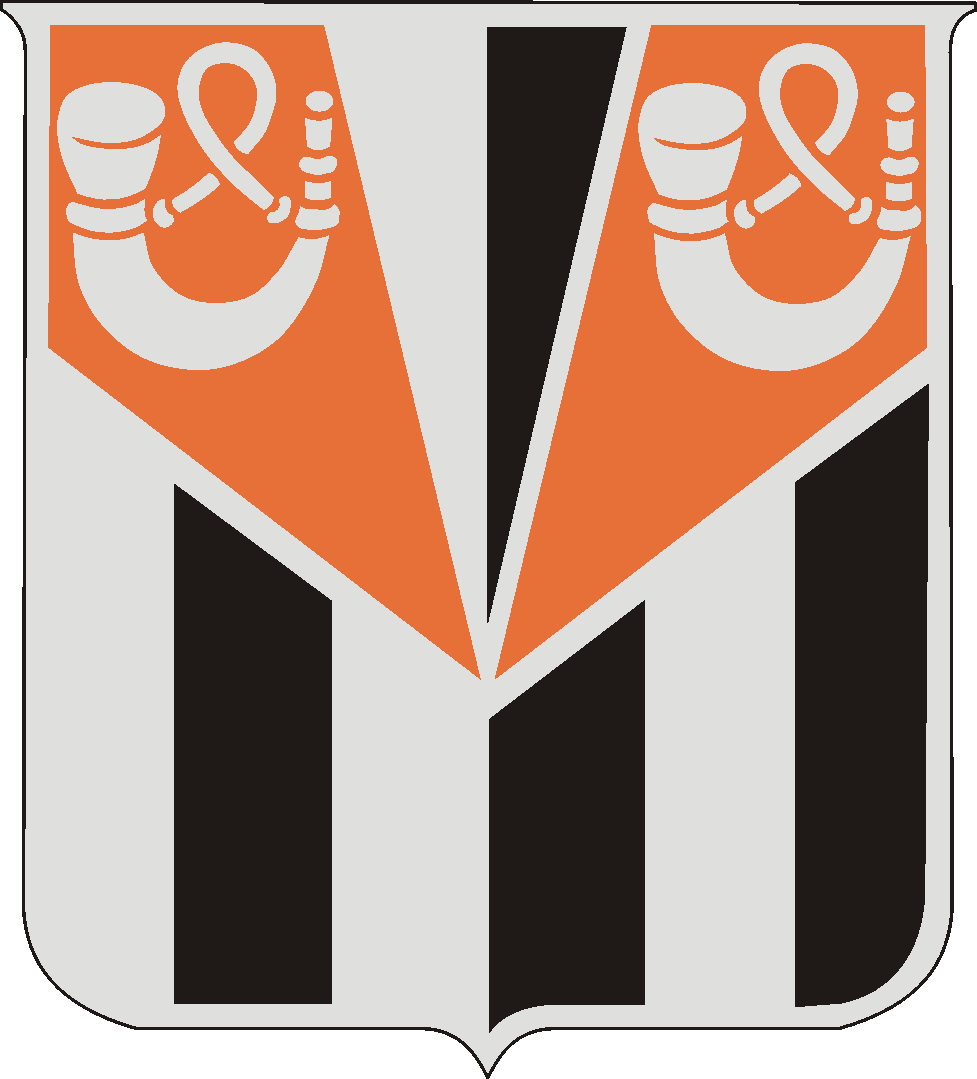
제32통신대대 "Sound the War Horns"
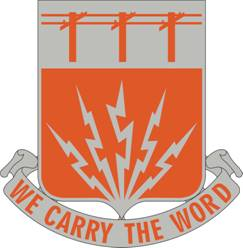
제35통신대대 "We Carry the Word"
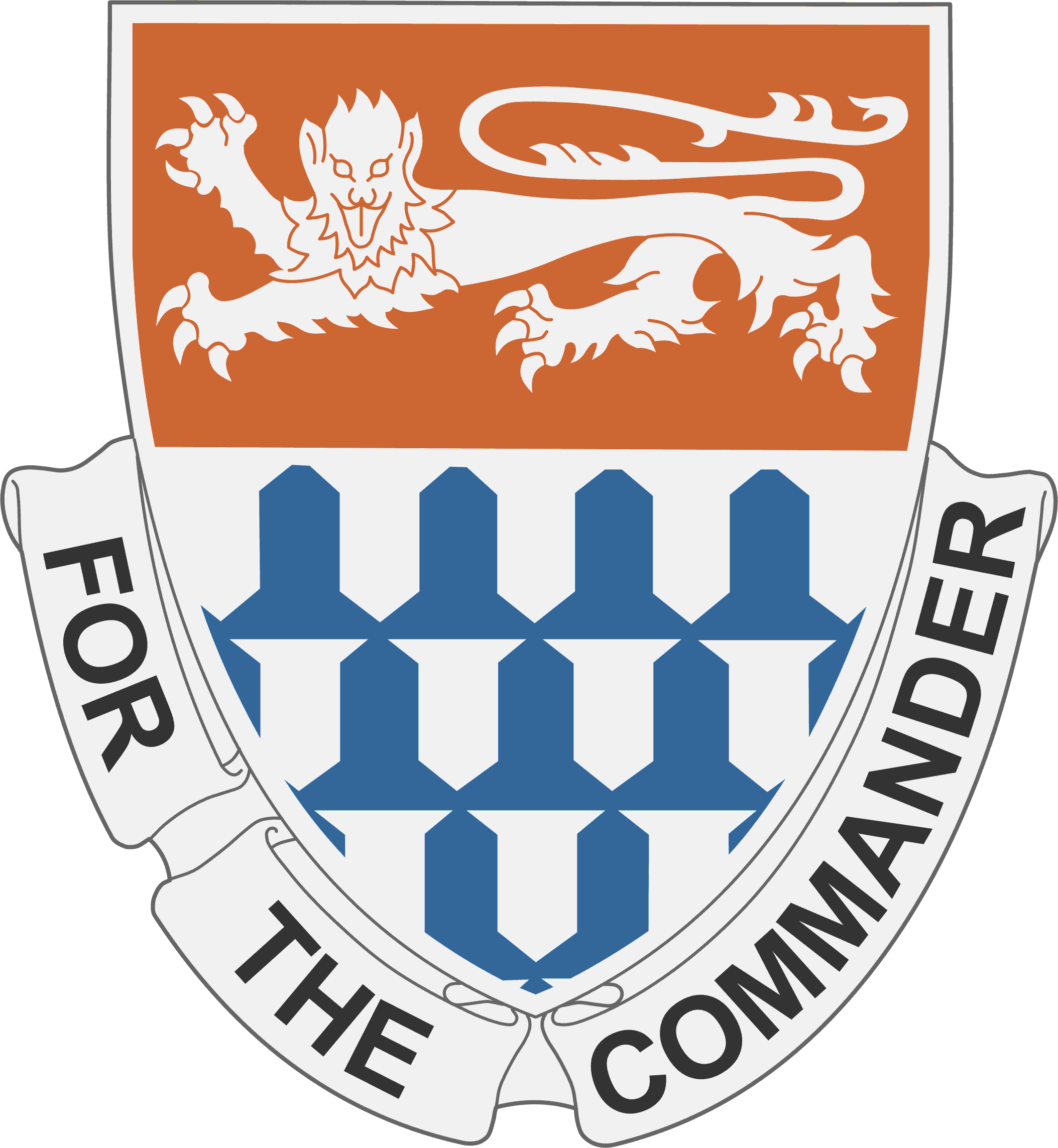
제36통신대대 "For the Commander"
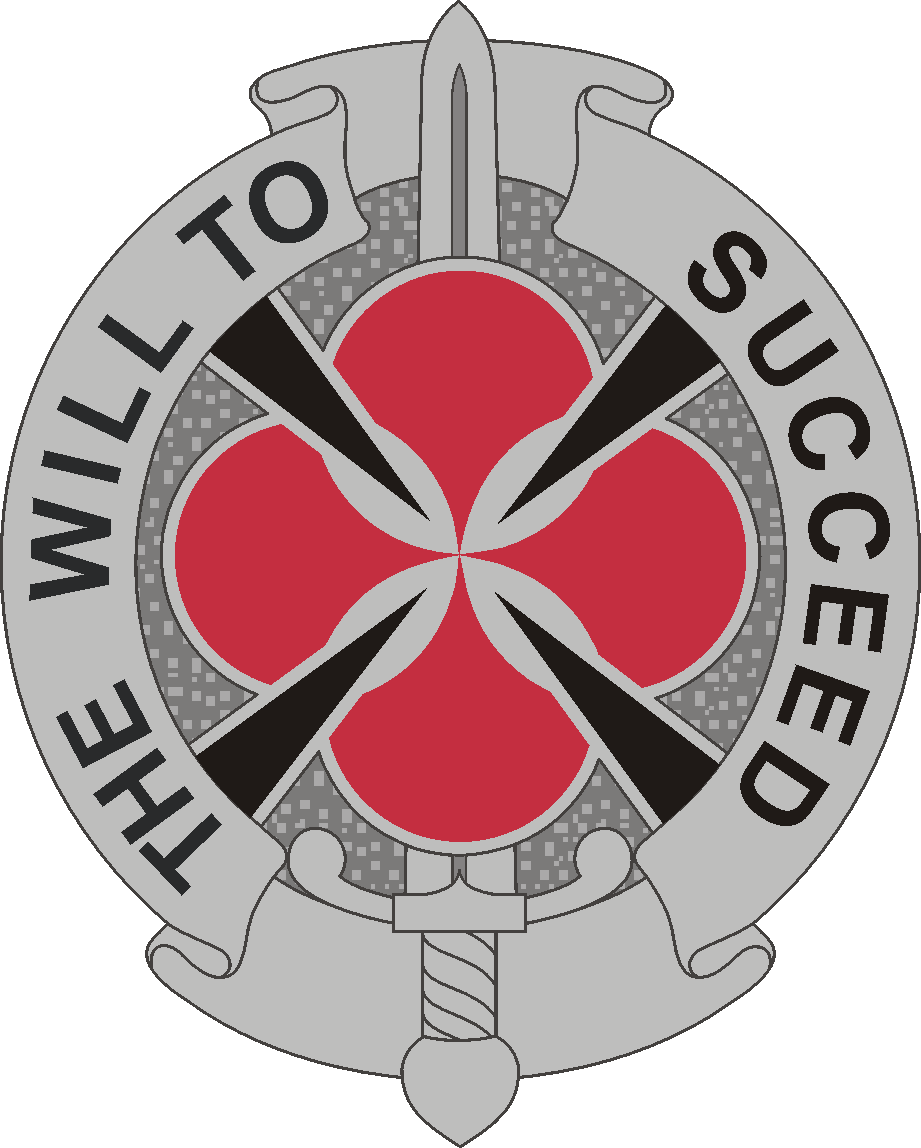
제39통신대대 "The Will to Succeed"
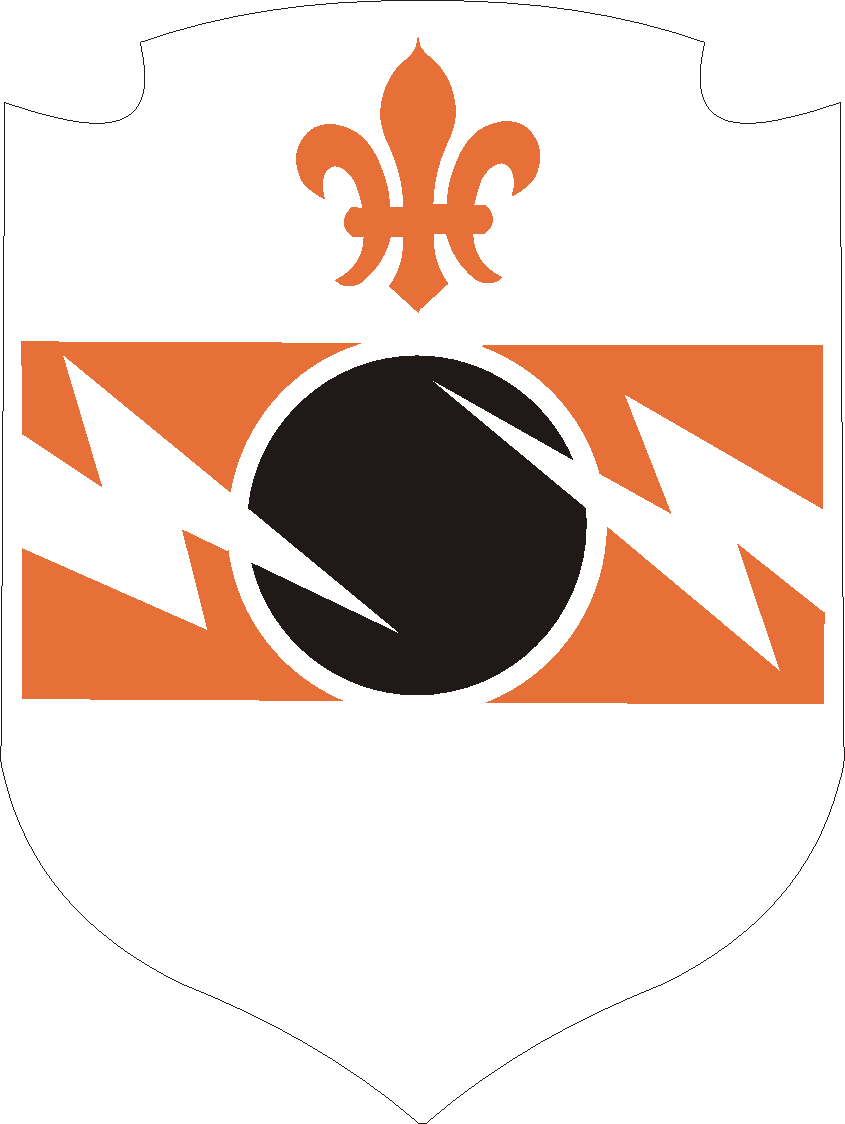
제41통신대대
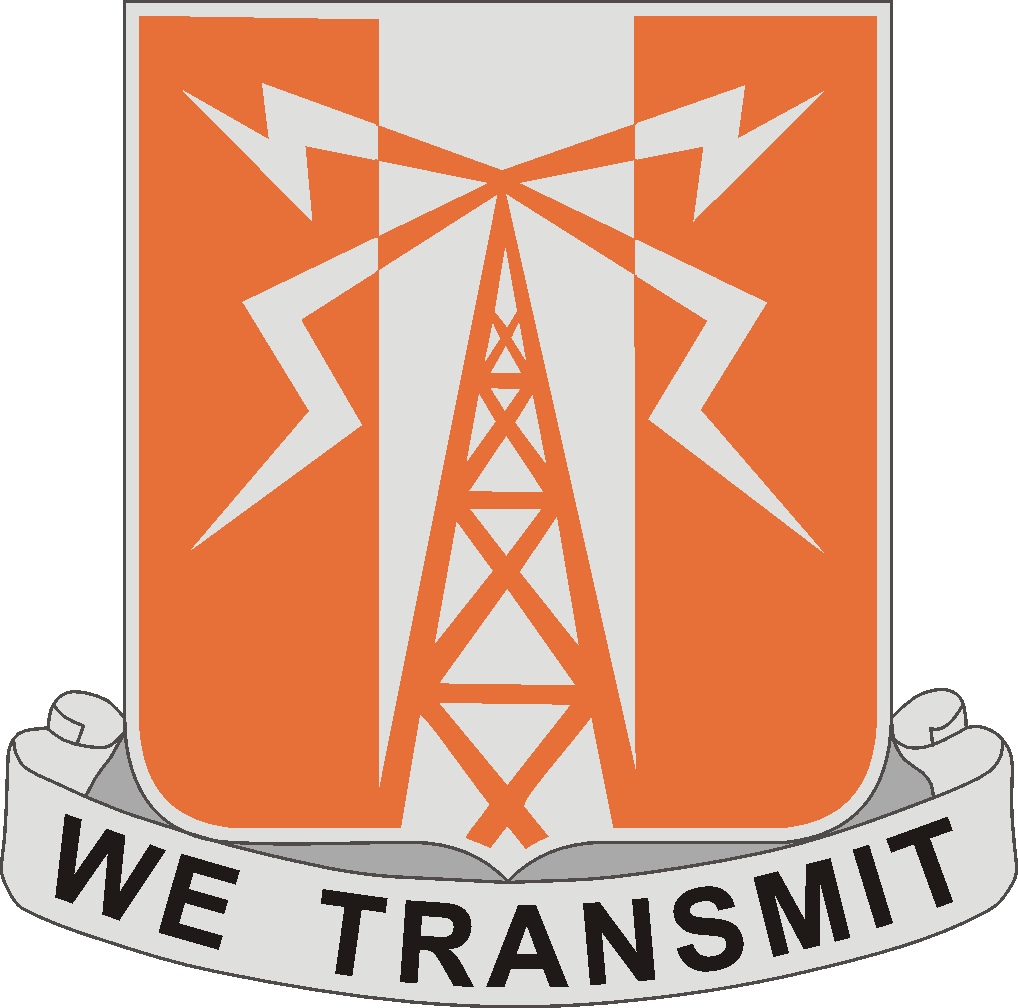
제52통신대대 "We Transmit"
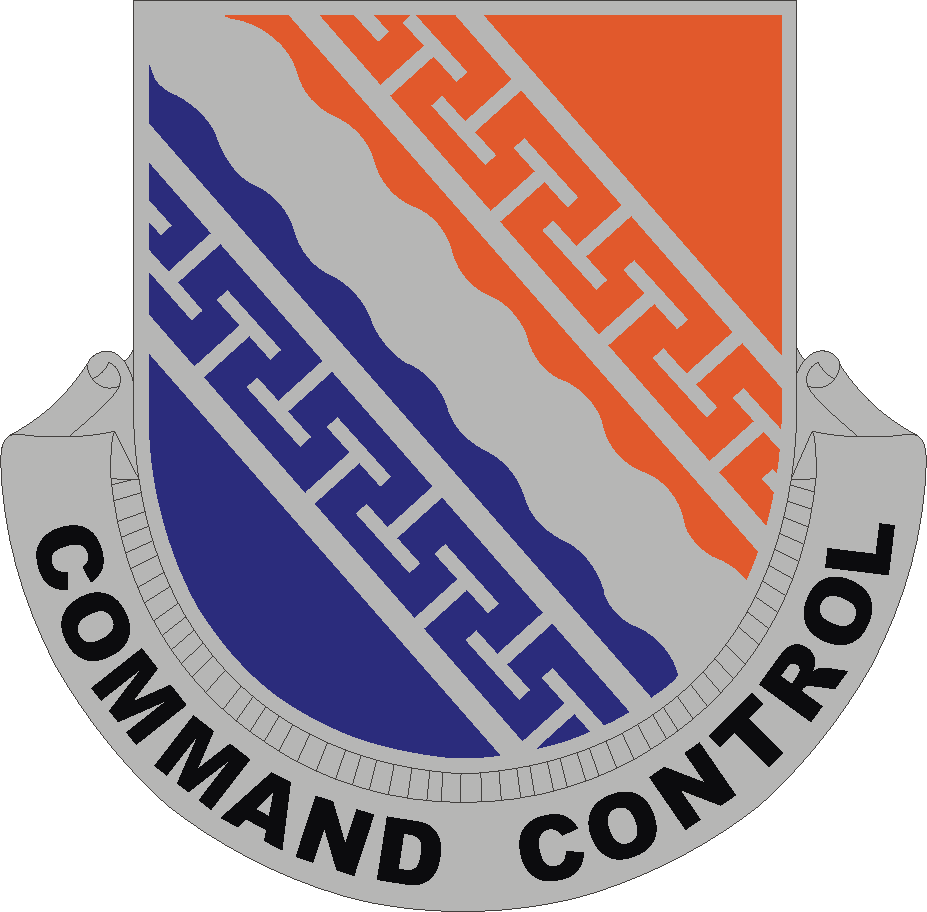
제54통신대대 "Command Control"
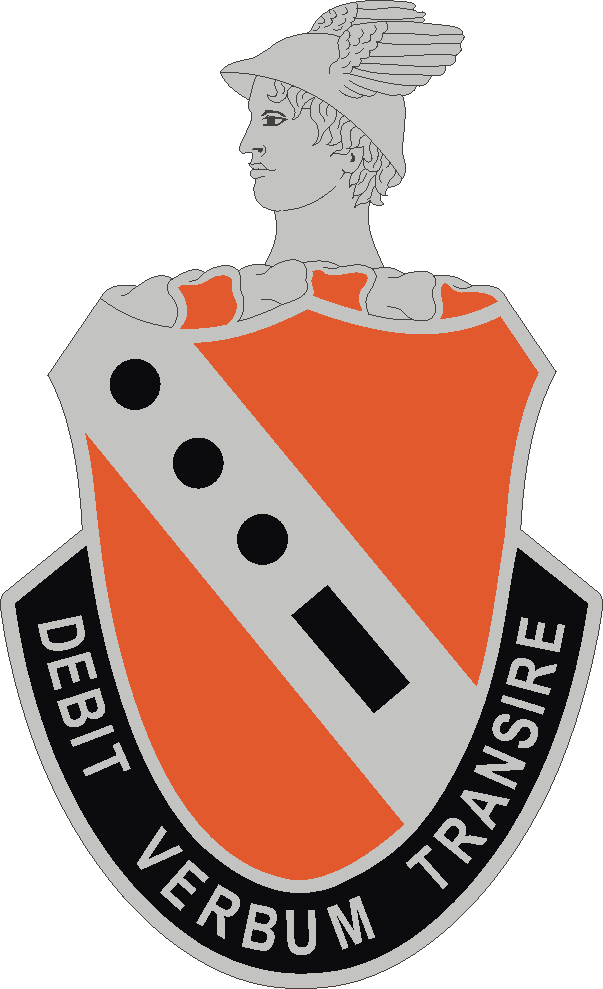
제56통신대대 "Debit Verbum Transire"
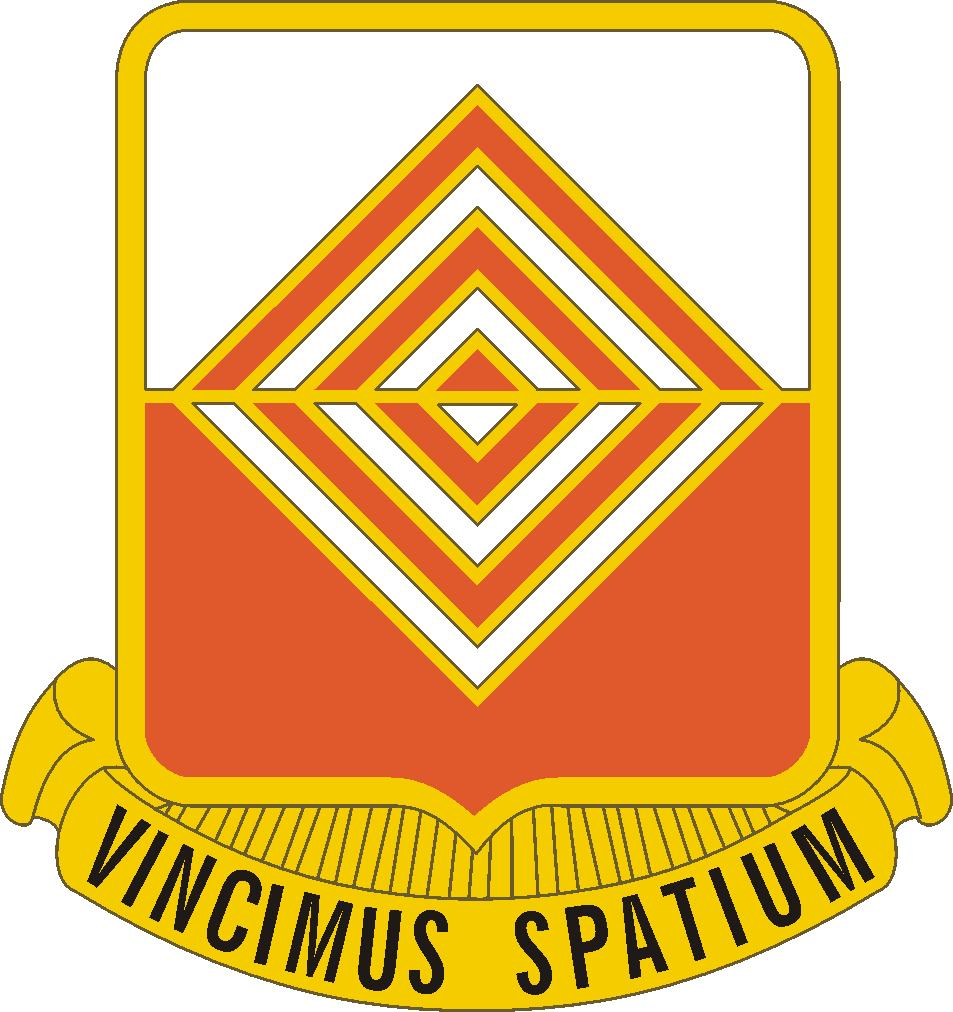
제57통신대대 "Vincimus Spatium"
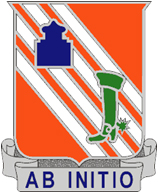
제63통신대대 (원정) "Ab Initio" (From the Beginning!)
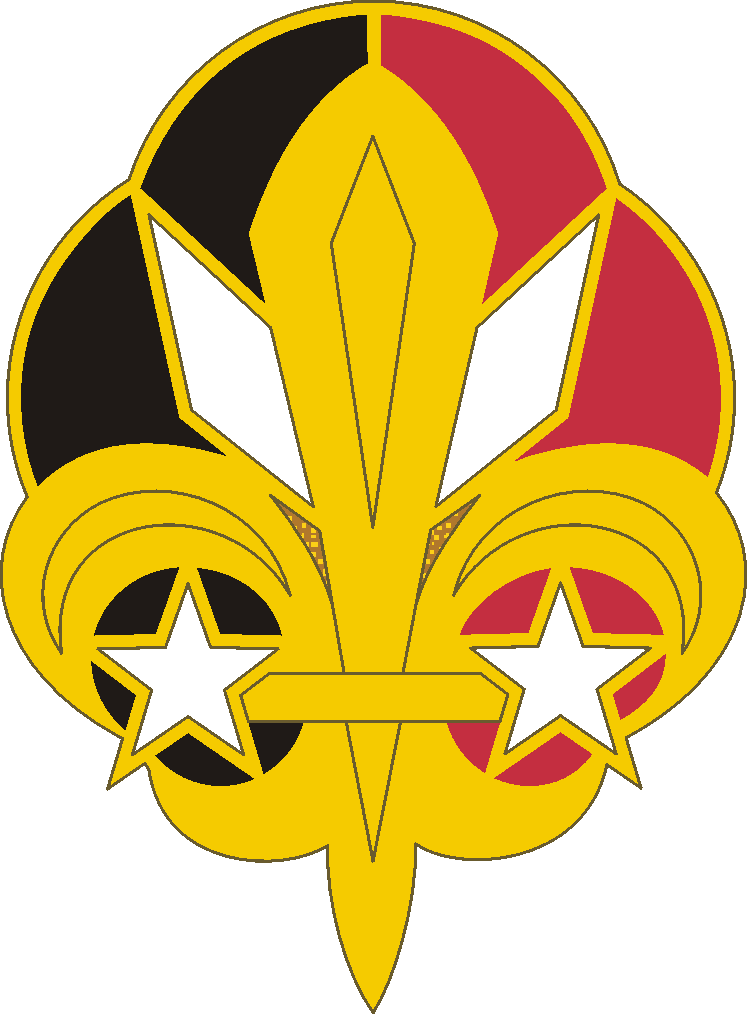
제72통신대대
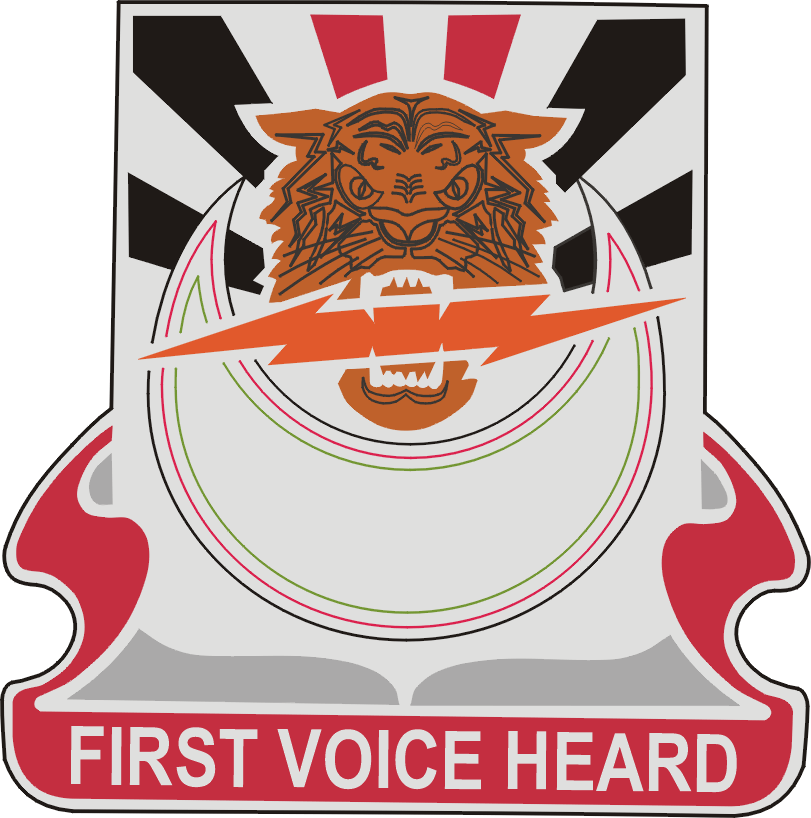
제86통신대대 (원정) "First Voice Heard"
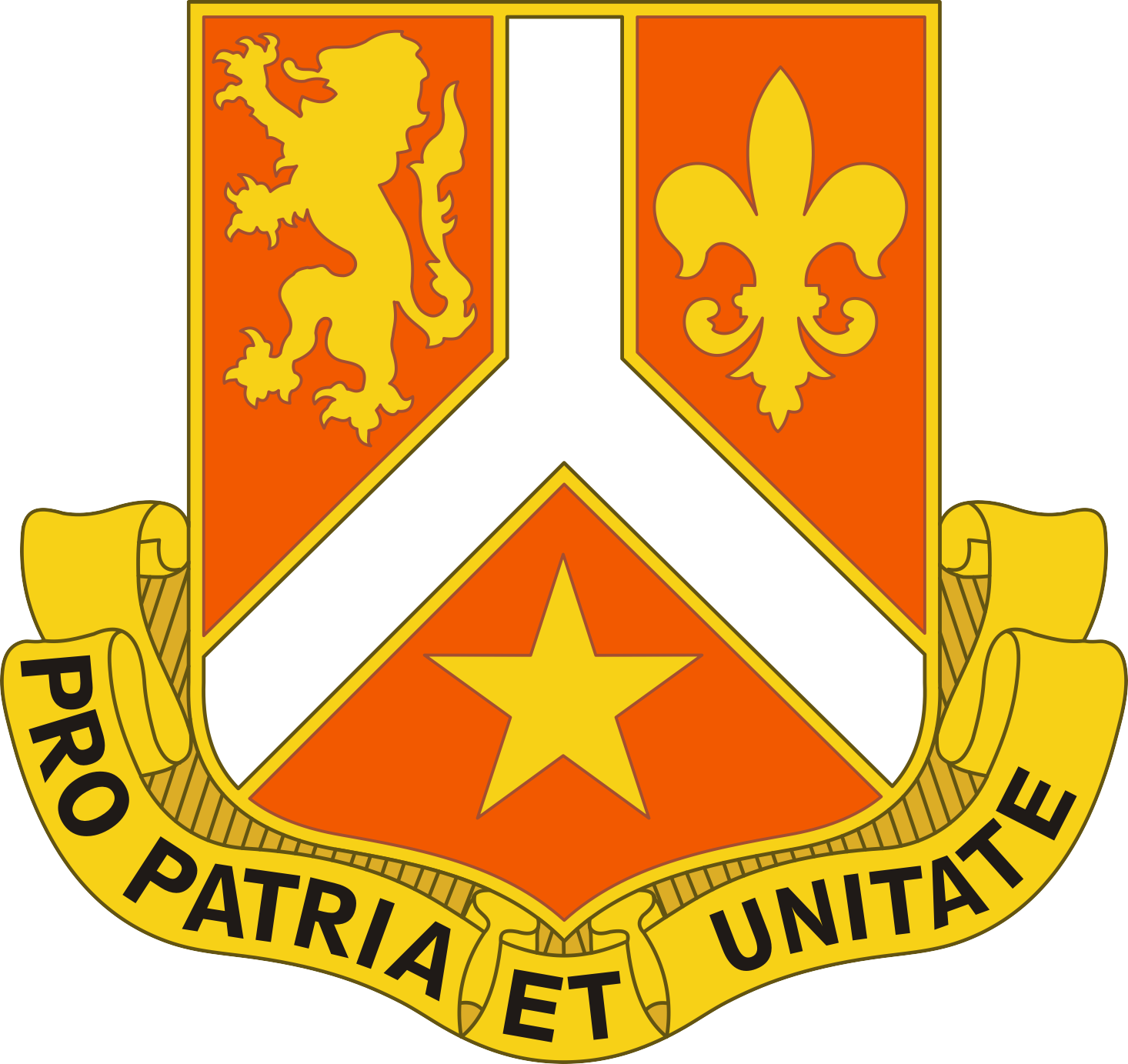
제101통신대대 "Pro Patria Et Unitate" (For Country and Unity)
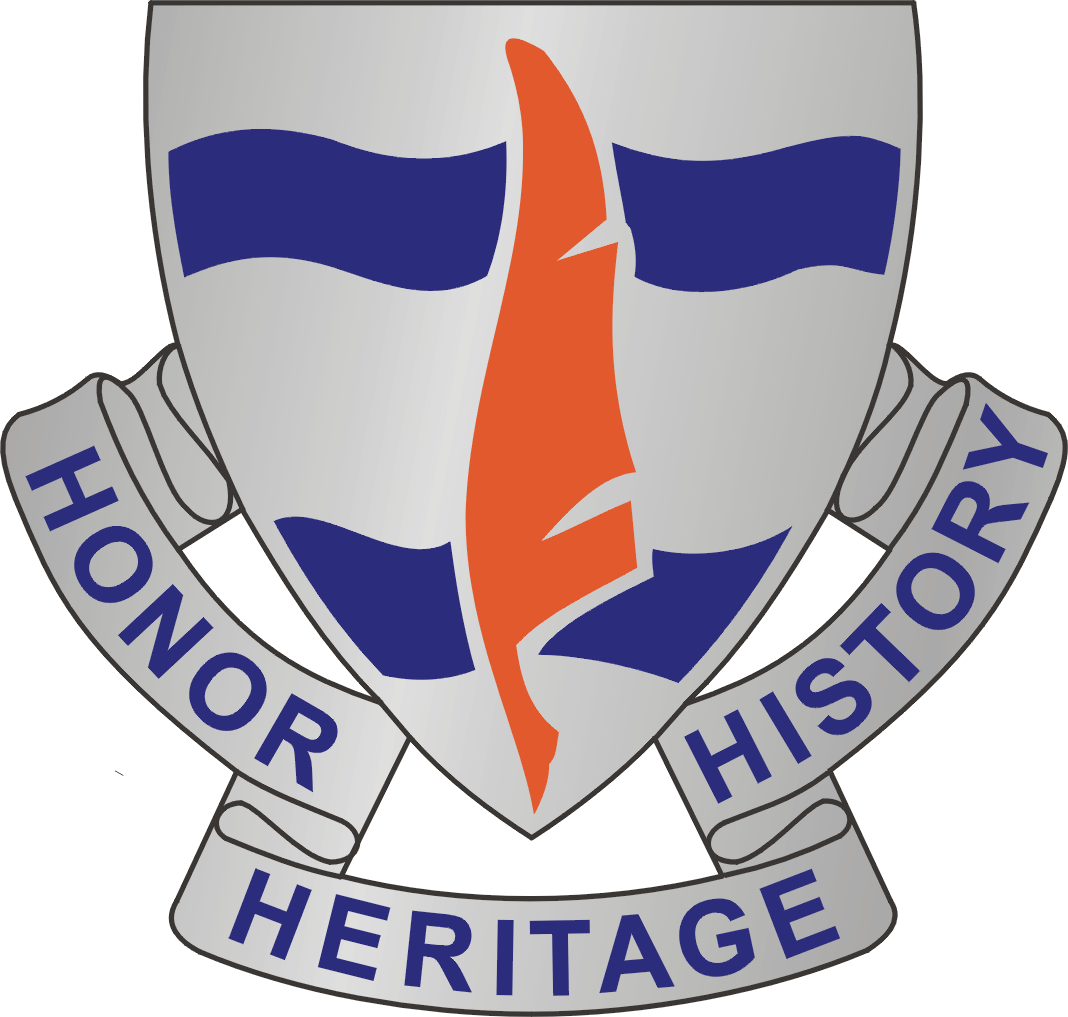
제102통신대대 "Honor, Heritage, History"
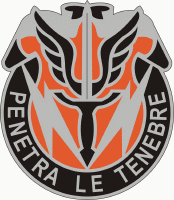
제112통신대대 (특수작전) "Penetra Le Tenebre" (Penetrate the Shadows)
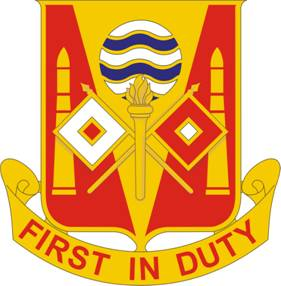
제115통신대대 "First in Duty"
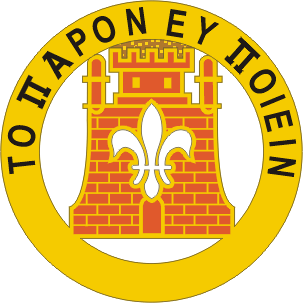
제121통신대대 "To Paron Ey Poiein" (Do well the duty that lies before you)
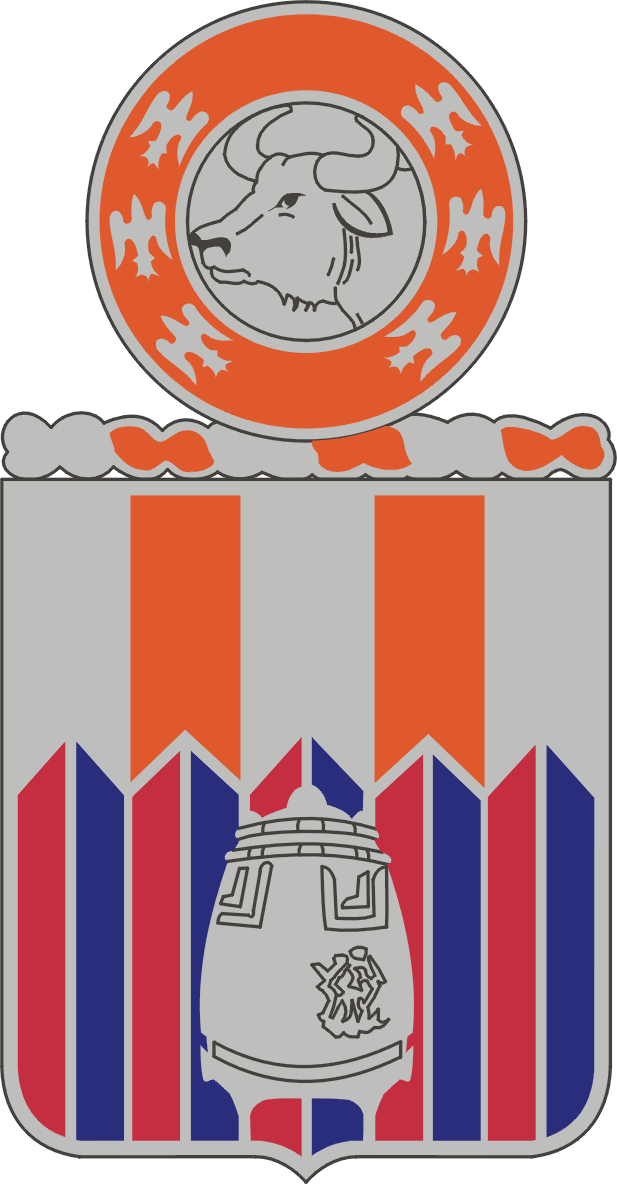
제122통신대대
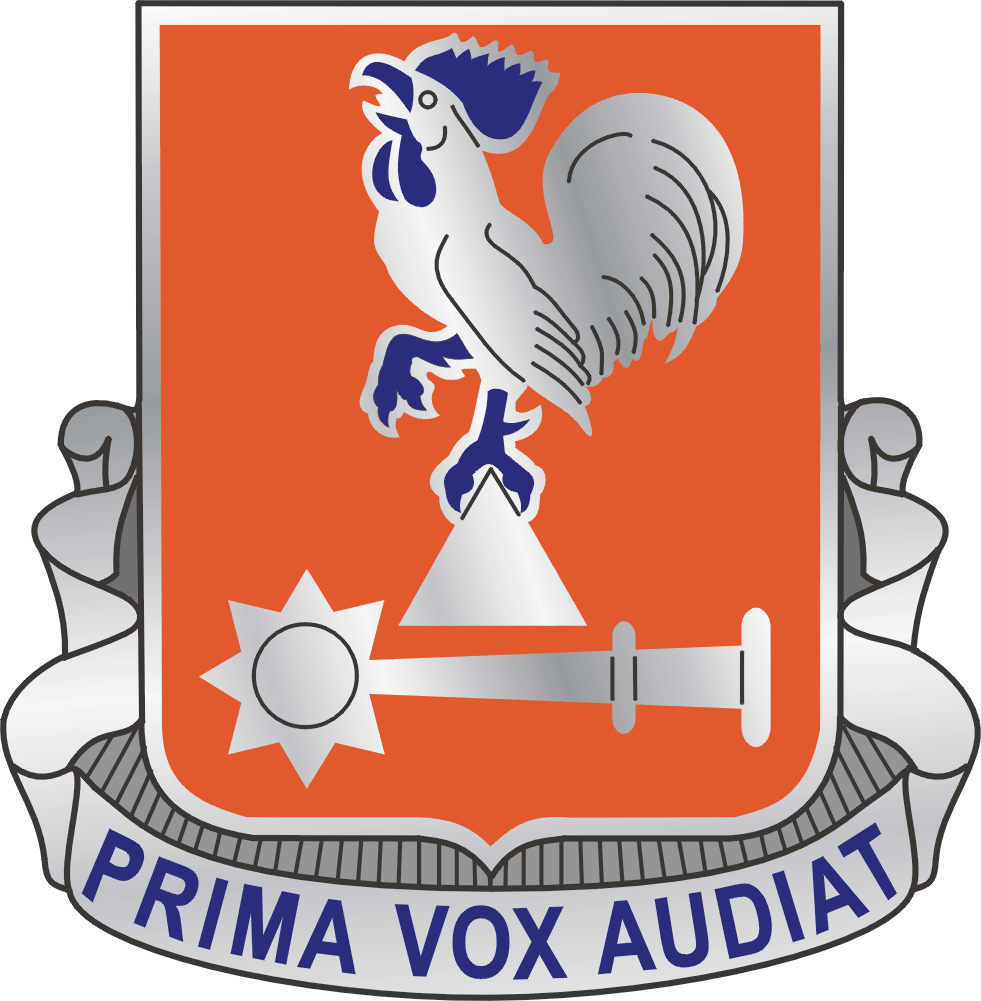
제123통신대대 "Prima Vox Audiat"
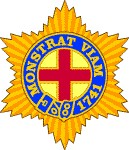
제211통신대대 "Monstrat Viam" (It Points the Way)
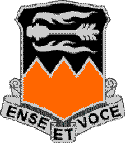
제141통신대대 "Ense Et Voce" (With Sword and Voice)
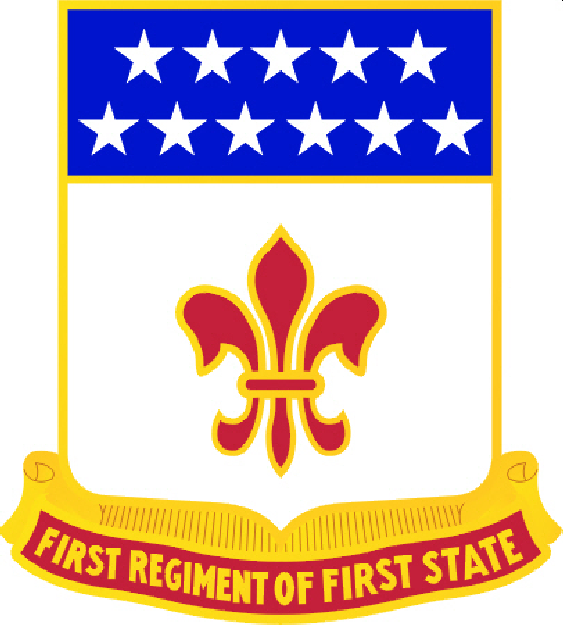
제198통신대대 "First Regiment of First State"
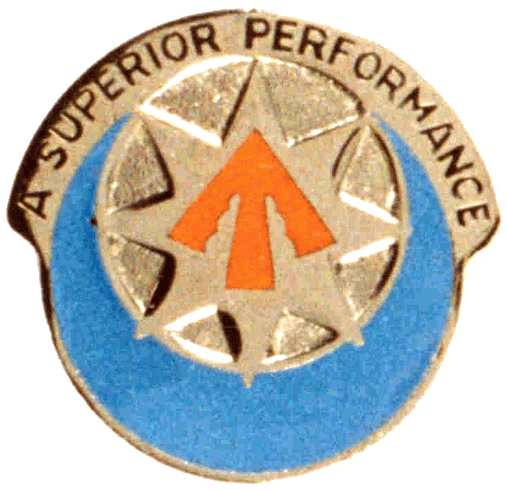
제234통신대대 "A Superior Performance"
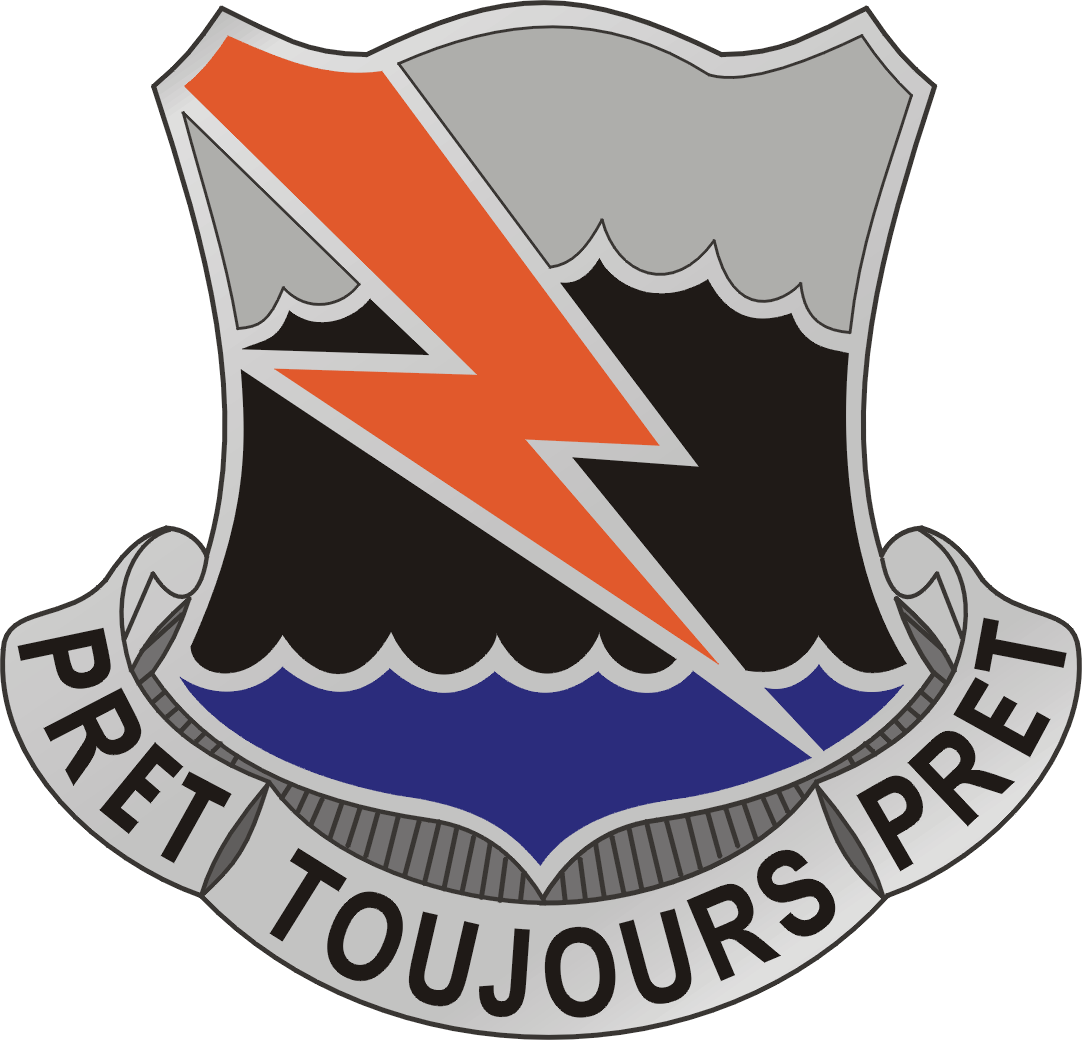
제304통신대대 "Pret Toujours Pret"
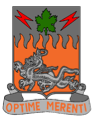
제307통신대대 "Optime Merenti" (Providing the Best)
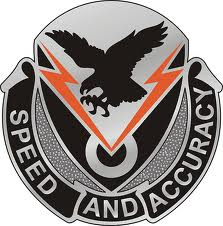
제327통신대대 "Speed and Accuracy"
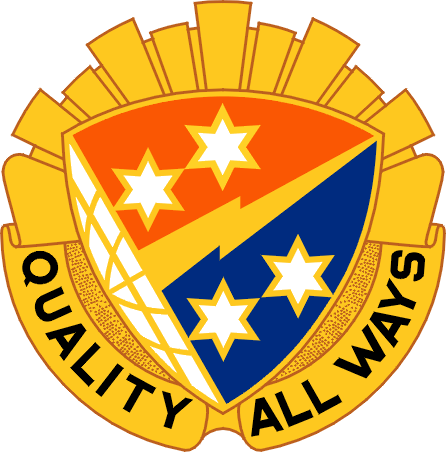
제369통신대대 "Quality All Ways"
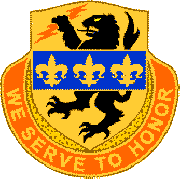
제392통신대대 "We Serve to Honor"
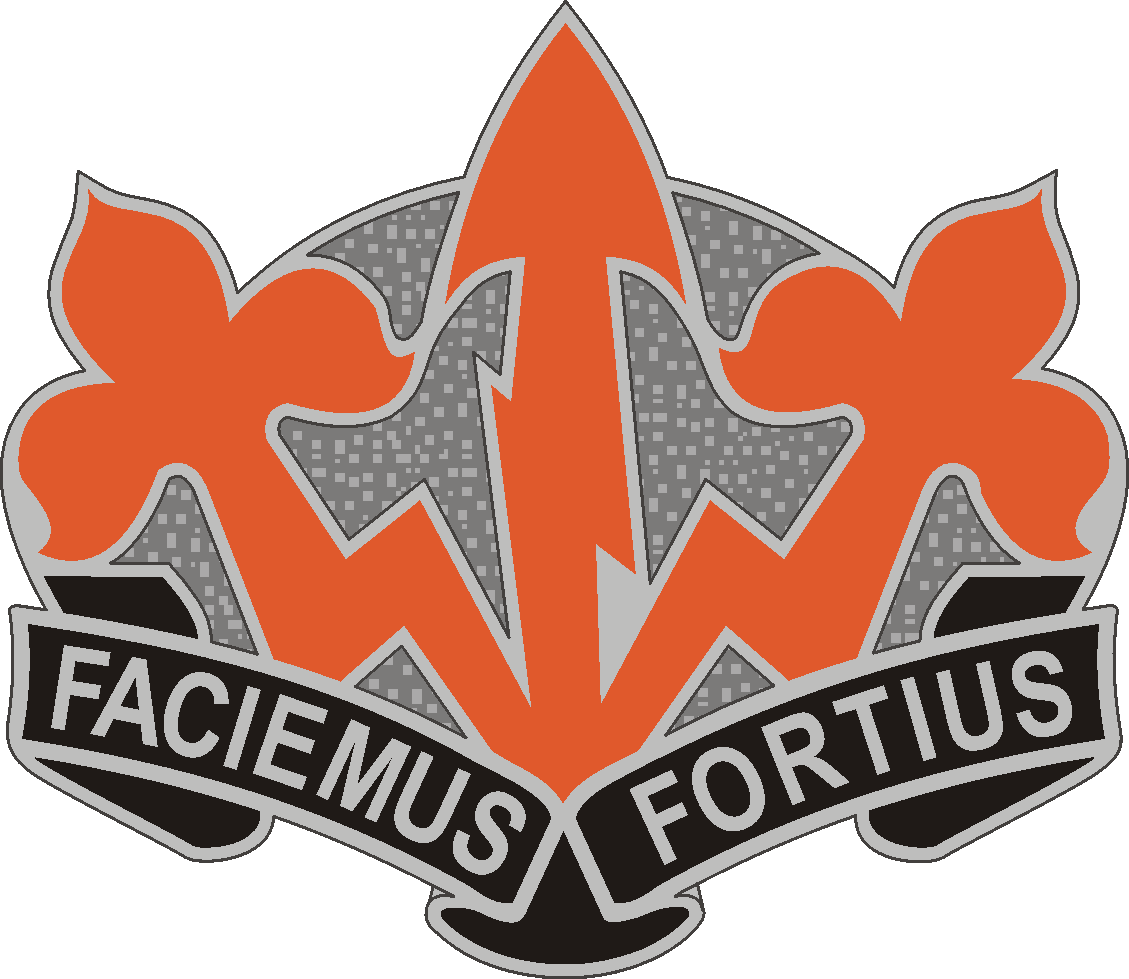
제509통신대대 "Faciemus Fortius"
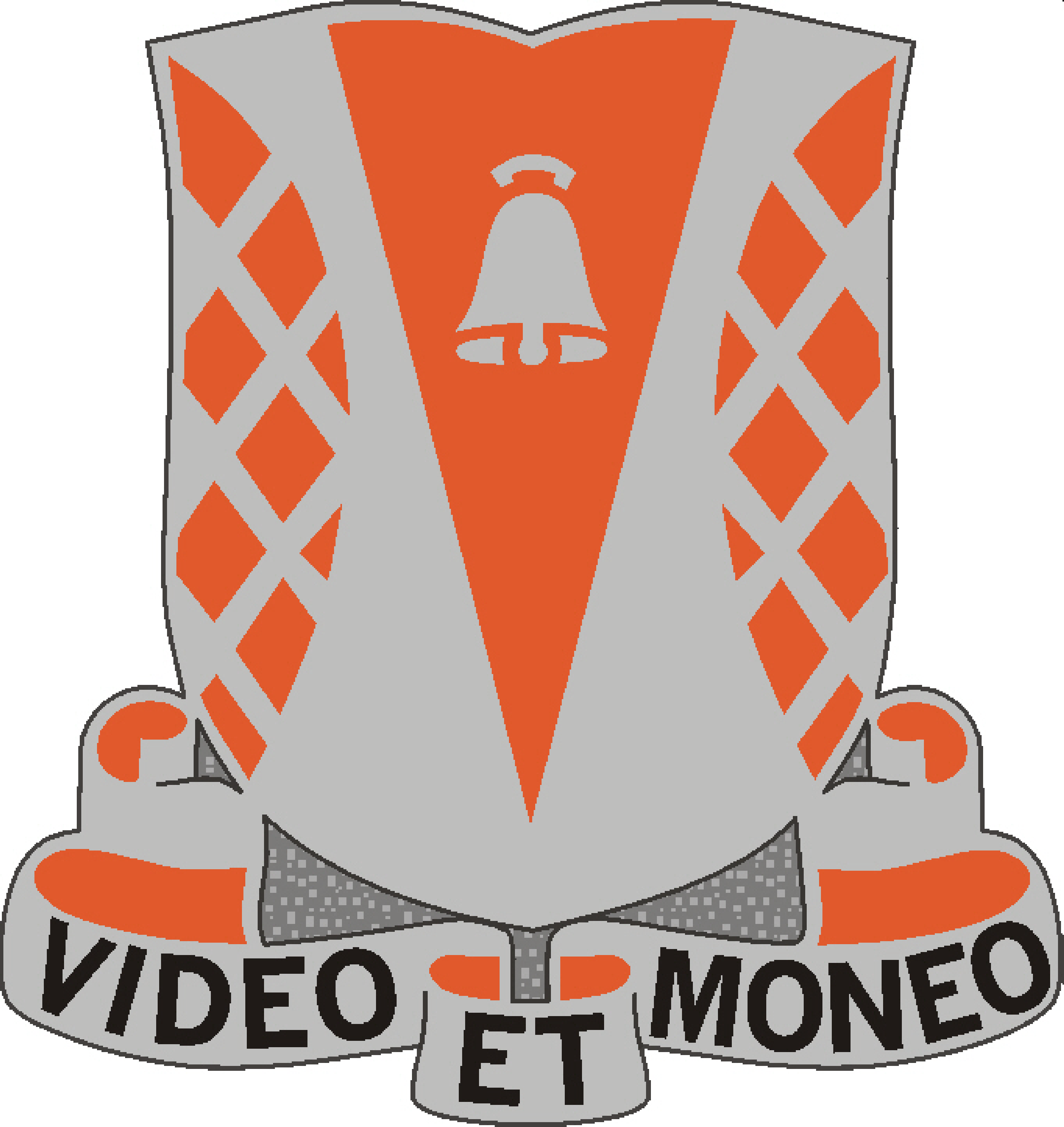
제551통신대대 "Video et Moneo" (Watch and Warn)

## 그 외

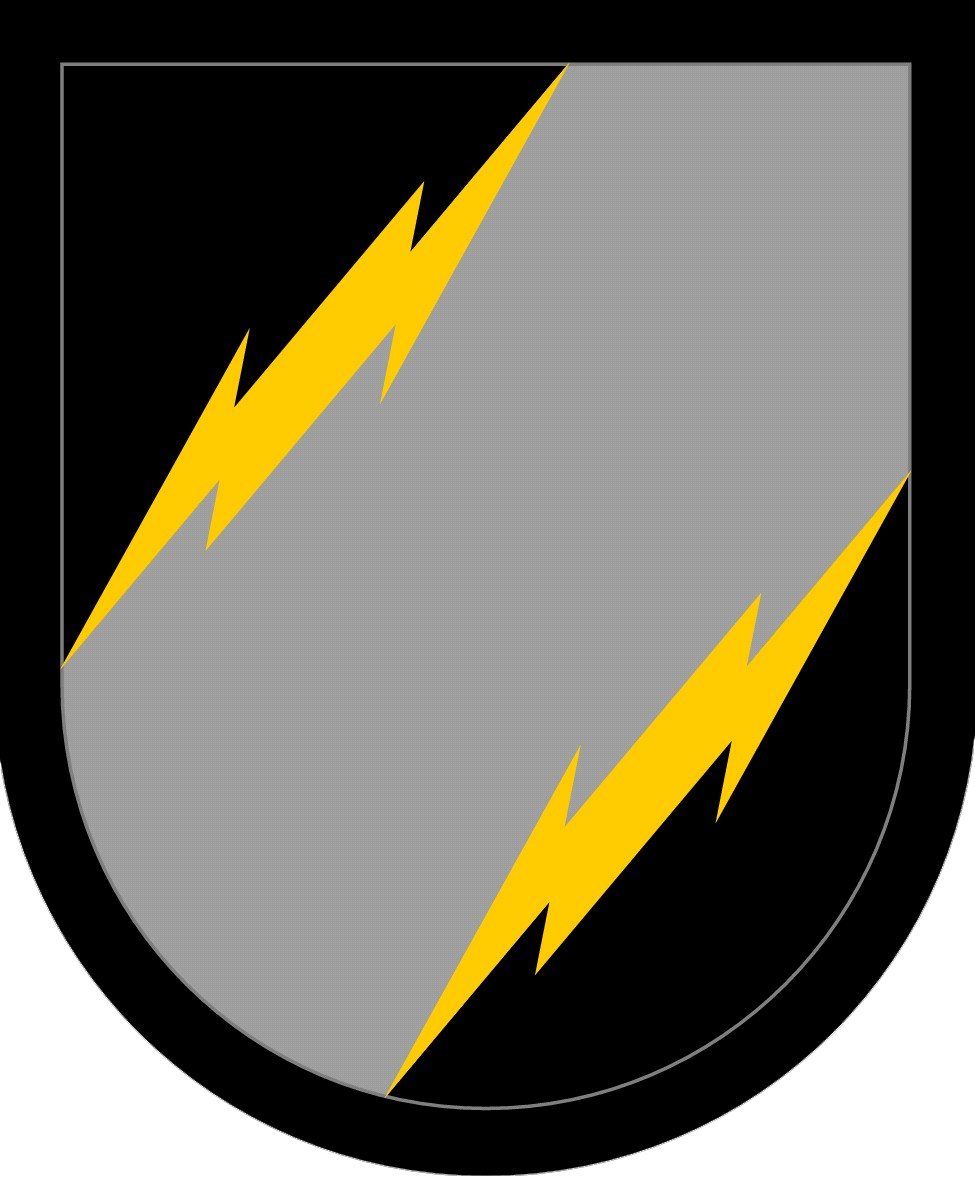
합동통신부대-육군부대